# KBS1
 (décembre 2024).
Si vous disposez d'ouvrages ou d'articles de référence ou si vous connaissez des sites web de qualité traitant du thème abordé ici, merci de compléter l'article en donnant les références utiles à sa vérifiabilité et en les liant à la section « Notes et références ».
 (septembre 2016).
Le contenu est difficilement compréhensible vu les erreurs de traduction, qui sont peut-être dues à l'utilisation d'un logiciel de traduction automatique.
KBS1 est un canal de Korean Broadcasting System et a été la première chaîne de télévision en Corée du Sud. Il était auparavant connu sous le nom de KBS-TV. Elle est le remplacement de HLKZ-TV (Daehan Bangsong), créée en 1956. KBS1 se lance le 31 décembre 1961, et a adopté son nom actuel en 1980 quand KBS2 a été lancé. Elle est également la seule chaîne de télévision sud-coréenne diffusée sans publicité.
Les programmes sur le canal sont principalement des journaux télévisés et des documentaires. On y retrouve également quelques rares autres programmations, principalement des émissions de divertissement (généralement ciblant les téléspectateurs les plus âgés), ainsi que des émissions pour enfants et des émissions éducatives entre le matin et l'après-midi.

## Origines de la station
KBS1 a été lancée le 31 décembre 1961, et quelques semaines plus tard, une diffusion régulière a commencé. La première publicité télévisée sud-coréenne a été diffusée sur cette station, alors que l'Assemblée nationale venait de voter la réglementation de la radiodiffusion. Cette réglementation introduit un système de redevance et une limitation de la diffusion de messages publicitaires. KBS1 a diffusé des publicités jusqu'en 1994, lorsque le gouvernement a demandé l'abolition des publicités. Sa chaîne sœur KBS2, a jusqu'à récemment été autorisé à diffuser quelques publicités suivant certaines règles. Cette instruction détient également des stations de radio.
Son monopole a pris fin avec le lancement du TBC en 1965, suivi de MBC en 1969. Après la fusion avec TBC, l'un des plus grands radiodiffuseurs privés de la Corée du Sud à ce moment-là, il est rebaptisé KBS1, et la structure du programme a également été modifiée, ce qui a rendu la chaîne moins populiste.

## La programmation
Le canal programme la diffusion d'actualités et de documentaires. Néanmoins, il a également diffusé certains programmes de divertissement, tels que des drames (historiques ou basés sur des histoires vraies), des talk-shows, des évènements sportifs et des programmes éducatifs. En outre, des programmes de maquillage pour les enfants, étaient diffusés, mais maintenant cela est programmé sur KBS2. La majorité des émissions ont été produites par KBS elle-même. Parfois, les programmes de KBS1 sont rediffusés sur KBS2.

## Financement
KBS1 mit fin à sa diffusion de messages publicitaires en 1994, et depuis lors, est uniquement financé par la redevance. Cependant, la chaîne a été autorisée à diffuser des messages d'information et des messages d'agences. Ceux-ci sont produits et parrainées par KBS, KOBACO, et quelques-uns des organismes du gouvernement.

## Liste des programmes diffusés par KBS1

### Actualités
- KBS News at 5am (KBS 오전 5시 뉴스, Nouvelles de début de matinée)
- KBS News Plaza (KBS 뉴스광장, Nouvelles du matin)
- KBS News 930 (KBS 뉴스 930, Nouvelles de fin de matinée)
- KBS News 12 (KBS 뉴스12, Nouvelles de l'après-midi)
- KBS News 4 (KBS 뉴스 4, Nouvelles en bref en fin de journée)
- KBS News 5 (KBS 뉴스5, Nouvelles de début de soirée)
- KBS News 7 (KBS 뉴스7, Nouvelles du soir)
- KBS News 9 (KBS 뉴스9, Nouvelles principales, émission anciennement connue sous le nom de « KBS Nine O'Clock News »)
- KBS Newsline (KBS 뉴스라인, Nouvelles de fin de nuit, diffusées en semaine)
- KBS Deadline News, (KBS 마감뉴스, Nouvelles de fin de nuit, diffusées les week-ends, d'une durée de 5 minutes actuellement)
- Midnight Debate-Live (생방송 심야토론, Programme de débat diffusé tous les samedis soirs)
- Media Focus (미디어 포커스, Programme de surveillance des médias)
- Coverage-File K (취재파일 K, Actualités approfondies diffusées tous les vendredis)

### Émissions documentaires
- KBS Special (KBS 스페셜)
- The Story of Korean History (한국사'전')
- Science Cafe (과학카페)
- Backpack Travels
- Age of Global Success
- World Heritage Expeditions
- Rediscovery of Korea
- Mysteries of Human Body
- Love in Asia
- Korean Dining and Cuisine
- Kingdom of Animals (동물의왕국)
- KBS-NBN Documentaries, un projet en collaboration avec People's Television Network, Inc. des Philippines.
- Insight on Asia (인사이트 아시아)
  - The Noodle Road (누들로드)
  - Asian Corridor in Heaven (차마고도)
- Documentary 3 Days
- Conversations with the Past (역사스페셜)

### Émissions de musique
- Music Triangle
- National Singing Contest
- Open Concert
- Golden Oldies
- Concert 7080
- Music Bank (뮤직뱅크)
- Top of the Pops